# فلورانیا
فلورانیا (به پرتغالی: Florânia) یک شهرستان در برزیل است که در ریو گرانده شمالی واقع شده‌است.